# Love Sign
Love Sign (恋音?, Koi oto) è un manga shōjo del 2007 scritto e disegnato da Maki Usami; l'edizione italiana è a cura della Flashbook, e pubblicata dal 16 novembre 2013 al 19 luglio 2014.

## Trama
Durante le proprie vacanze estive, Ichigo si imbatte continuamente in un ragazzo, Koki, e ben presto inizia a sentirsi attratta da lui; una sera, la ragazza finisce infine per salvarlo da quello che a tutti gli effetti le era sembrato un tentativo di suicidio. Mesi dopo, Ichigo incontra di nuovo Koki nel suo liceo, ma per sua grande sorpresa lui afferma di non averla mai vista prima.

## Manga

### Volumi
| 1 | 21 dicembre 2007 | ISBN 978-4-09-131345-4 | 16 novembre 2013 | ISBN 978-88-61-69415-6 |
| 1 | Capitoli - Capitoli 1-4 |                        |                  |                        |
| 2 | 26 maggio 2008 | ISBN 978-4-09-131639-4 | 25 gennaio 2014  | ISBN 978-88-61-69427-9 |
| 2 | Capitoli - Capitoli 5-9 |                        |                  |                        |
| 3 | 26 novembre 2008 | ISBN 978-4-09-132149-7 | 22 marzo 2014    | ISBN 978-88-61-69437-8 |
| 3 | Capitoli - Capitoli 10-14 |                        |                  |                        |
| 4 | 26 febbraio 2009 | ISBN 978-4-09-132218-0 | 31 maggio 2014   | ISBN 978-88-61-69451-4 |
| 4 | Capitoli - Capitoli 15-19 - S. Storia extra                                                                                          |                        |                  |                        |
| 5 | 24 aprile 2009 | ISBN 978-4-09-132357-6 | 19 luglio 2014   | ISBN 978-88-61-69463-7 |
| 5 | Capitoli - Capitoli 19-20 - S. Storia extra - S. Una trappola dagli occhi grandi - S. Ciglia innamorate - S. Il castello dei dipinti |                        |                  |                        |